# Станіслав Дрогойовський (каштелян)
Станіслав Дрогойовський герба Корчак (пол. Stanisław Drohojowski; пом. 1583) — руський (український) шляхтич, військовик та урядник Королівства Польського. Вуй мецената Яна Щасного Гербурта.

## Життєпис
Батько — Іван Парис Дрогойовський, дідич Дрогоєва, мати — дружина батька Катерина Оріховська. Мав 4-х братів, зокрема, Івана Дрогойовського (пом. 1557) — пробоща в Дрогобичі, латинського єпископа кам'янецького, холмського, куявського, старосту Вольбужа.
Навчався в університетах Віттенберґу, Падуї (правничий факультет). Після повернення додому став королівським придворним, секретарем короля.
Змінив обряд на протестантський (кальвінізм); у дідичному Яцимирі костел перетворив на кальвінський збір, за що перемиський єпископ Ян Дзядуський відлучив його від РКЦ у 1559 році.
Мав посаду перемиського каштеляна у 1574–1582 роках. Підтримував кандидатуру Максиміліана II Габсбурга на трон Польщі. Під тиском шляхти Руського воєводства підтримав кандидатуру Стефана Баторія. Належав до опозиції канцлера Яна Саріуша Замойського як пов'язаний родинними зв'язками зі Зборовськими.
Був похований у латинській катедрі Перемишля.

### Сім'я
Перша дружина — сестрениця королеви Бони Урсула Ґуччі, з якою мали сина Івана — сяноцького каштеляна.

Друга дружина — Дорота Дершняк (пом. 1568), вдова Станіслава Ліґензи з Бобрку, відомості про дорослих дітей відсутні.

Третя дружина — Зофія з Оссолінських; тесть — Геронім Оссолінський (†1576) — каштелян сандомирський, сондецький, войніцький, староста кшешувський.